# George Whitesides

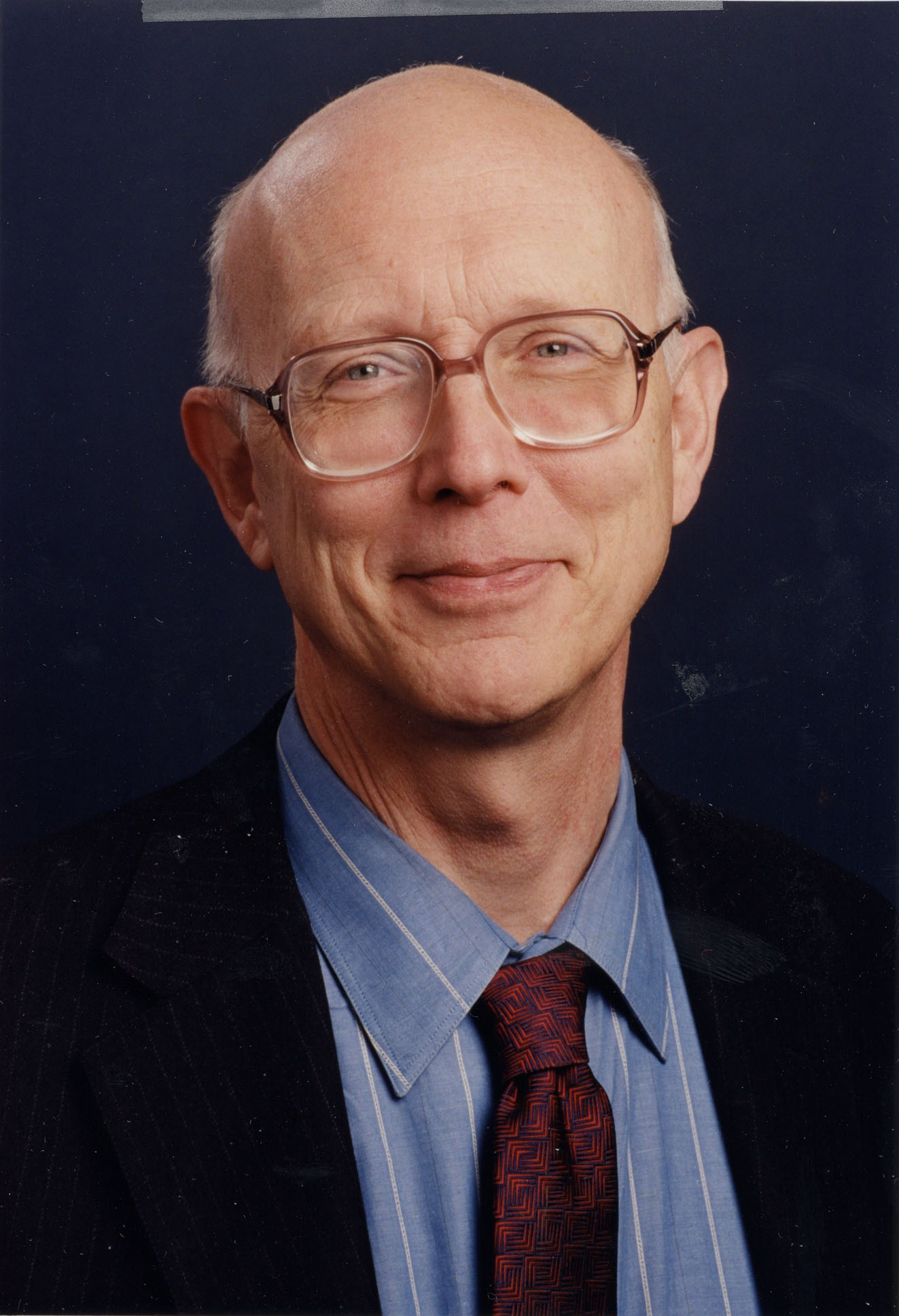
George Whitesides, 2007

George McClelland Whitesides (* 3. August 1939 in Louisville, Kentucky) ist ein US-amerikanischer Chemiker und Professor für Chemie an der Harvard University. Whitesides wurde bekannt durch seine Arbeiten auf dem Gebiet der Kernspinresonanzspektroskopie, der metallorganischen Chemie, der molekularen Selbstorganisation und der Nanotechnologie.

## Biografie
Whitesides besuchte die weiterführende Schule Phillips Andover, die er 1957 abschloss. Er machte 1960 seinen Bachelor an der Harvard University und promovierte 1964 am California Institute of Technology. Unter der Anleitung von John D. Roberts konzentrierte sich Whitesides auf die Erforschung der Kernspinresonanzspektroskopie in der organischen Chemie. Unter anderem studierte er Spin-Spin-Kopplung in einer Vielzahl organischer Stoffe und die Struktur von Grignard-Reagenzien in Lösung.
Whitesides begann seine Karriere 1963 als Assistenz-Professor am Massachusetts Institute of Technology (MIT) und blieb dort bis 1982. Er war 1969 bis 1971 außerordentlicher Professor, 1971 bis 1975 Professor, 1975 bis 1980 Arthur C. Cope Professor und 1980 bis 1982 Haslam and Dewey Professor. Während seiner Zeit am MIT spielte er eine entscheidende Rolle bei der Entwicklung der Corey-House-Posner-Whitesides-Reaktion. 1982 ging Whitesides an die Harvard University. Er war Vorsitzender der Chemie-Fakultät (1986–1989), Dekan der wissenschaftlichen Fakultät (1989–1992) und Mallinckrodt-Professor für Chemie (1986–2004).
Whitesides hält seit 2004 die Woodford L. und Ann A. Flowers Professur in Harvard. Sein Arbeitskreis umfasst über 35 Doktoranden und Habilitanden. Entsprechend der Biographie auf seiner Website schließt die aktuelle Forschung Whitesides „physikalische und organische Chemie, Materialwissenschaft, Biophysik, Komplexität und Emergenz, Oberflächenwissenschaft, Mikrofluide, Optik, Selbstorganisation, Mikro- und Nanotechnologie, Wissenschaft für Entwicklungsländer, Katalyse, Energieerzeugung und -speicherung, den Ursprung des Lebens, die rationale Entwicklung von Wirkstoffen, die Zelloberflächen-Biochemie, Einfachheit und infochemistry“ ein. Die primäre Zielsetzung seines Schaffens soll „die Denkmuster der Wissenschaft grundlegend ändern“. Über seine wissenschaftliche Forschung hinaus ist Whitesides auch politisch und in verschiedenen Gremien aktiv. Er war unter anderem aktiv in den Gutachterkommissionen für die National Science Foundation, der NASA und dem Verteidigungsministerium. Whitesides ist Autor von mehr als 950 wissenschaftlichen Artikeln und hält 50 Patente. Er gehört zu den meistzitierten Chemikern. Whitesides ist Mitgründer von zwölf Firmen mit einer kombinierten Marktkapitalisierung von über 20 Milliarden US-Dollar, darunter Genzyme, GelTex, Theravance, Surface logix, Nano-Terra und WMR Biomedical. Whitesides hat mehr als 300 Doktoranden und Postdoktoranden betreut.
Er ist Mitglied im redaktionellen Beirat einiger wissenschaftlicher Journale, darunter die Angewandte Chemie. Whitesides erhielt zahlreiche Auszeichnungen, darunter die National Medal of Science (1998), den Kyoto Preis in Materials Science and Engineering (2003), den Dan-David-Preis (2005) und den Welch Award in Chemistry (2005).
Whitesides ist mit Barbara Breasted verheiratet und hat zwei Kinder: George Thomas und Benjamin Haile.

## Preise
- 1975 Award in Pure Chemistry (American Chemical Society)
- 1979 Harrison Howe Award (American Chemical Society, Rochester Section)
- 1980 Distinguished Alumni Award (California Institute of Technology)
- 1983 Remsen Award (American Chemical Society, Maryland Section)
- 1989 Arthur C. Cope Scholar Award (American Chemical Society)
- 1994 James Flack Norris Award (American Chemical Society, New England Section)
- 1995 Arthur C. Cope Award (American Chemical Society)
- 1996 Award for Significant Technical Achievement (Defense Advanced Research Projects Agency)
- 1996 Madison Marshall Award (American Chemical Society)
- 1998 National Medal of Science (National Science Board)
- 1999 Distinguished Chemist Award (American Chemical Society, Sierra Nevada Section)
- 1999 Wallac Oy Innovation Award in High Throughput Screening (Society for Biomolecular Screening)
- 1999 Excellence Award in Surface Science (Surfaces in Biomaterials Foundation)
- 2000 Von Hippel Award (Materials Research Society)
- 2001 World Technological Award for Materials (World Technological Network)
- 2001 Ehrendoktorwürde der Universität Twente
- 2002 Researcher of the Year Award (Small Times Magazine)
- 2003 Pittsburgh Analytical Chemistry Award (Society for Analytical Chemists of Pittsburgh)
- 2003 Kyoto-Preis (Inamori Foundation)
- 2004 Paracelsus Prize (Schweizerische Chemische Gesellschaft)
- 2004 Ralph and Helen Oesper Award (Cincinnati Section of American Chemical Society)
- 2004 Jacob Heskel Gabbay Award in Biotechnology and Medicine (Jacob & Louise Gabbay Foundation)
- 2005 Dickson Prize in Science (Carnegie Mellon University)
- 2005 Dan-David-Preis (Dan David Foundation)
- 2005 Linus Pauling Medal (Portland, Puget Sound and Oregon Sections of American Chemical Society)
- 2005 Welch Award in Chemistry (The Welch Foundation)
- 2006 UAA Dhirumbhai Ambani Award (National Academy of Science, India)
- 2007 Priestley-Medaille (American Chemical Society)
- 2007 Scientist of the Year (R&D Magazine)
- 2007 American Institute of Chemists Gold Medal
- 2008 Wheland Medal (University of Chicago)
- 2008 Outstanding Achievement Award in Nanotechnology (Ohio State University)
- 2008 Nanoscience Prize (ISNS, Computation and Engineering)
- 2008 Prinz-von-Asturien-Preis (Spanien)
- 2009 Benjamin-Franklin-Medaille (Franklin Institute)
- 2009 Dreyfus Prize in Chemical Sciences als erster Empfänger
- 2012 Ehrendoktorwürde der Freien Universität Berlin
- 2013 IRI Medal
- 2022 Kavli-Preis für Nanotechnologie.[4]

## Mitgliedschaften
- 2009 American Physical Society (Fellow)
- 2005 National Academy of Engineering
- 2000 Indian National Science Academy
- 1997 American Philosophical Society
- 2000 Chemical Research Society of India (Ehrenmitglied)
- 1978 National Academy of Sciences
- 1975 American Academy of Arts and Sciences
- American Association for the Advancement of Science
- World Technological Network
- New York Academy of Sciences
- Academia Sinica
- Königlich Niederländische Akademie der Wissenschaften
- Material Research Society India (Ehrenmitglied)
- Chemical Research Society of India (Ehrenmitglied)
- Institute of Physics
- Royal Society of Chemistry

## Schriften
- Self assembling materials. In: Scientific American. September 1995, PDF
- The once and future nanomachine. In: Scientific American. September 2001, PDF
- mit J. Christopher Love The art of building small. In: Scientific American. September 2001, PDF
- Whitesides' Group: Writing a Paper. In: Advanced Materials. Band 16, Nr. 15, 2004, S. 1375–1377, doi:10.1002/adma.200400767 (englisch, archive.org [PDF]).